# 疏刺卫矛
疏刺卫矛（学名：Euonymus spraguei）是卫矛科卫矛属的植物。分布于台灣本島以及中国大陆的江西、广东等地，目前尚未由人工引种栽培。

## 别名
刺果卫矛（台湾植物志）